# Manbuta mapiriensis
Manbuta mapiriensis är en fjärilsart som beskrevs av Paul Dognin 1912. Manbuta mapiriensis ingår i släktet Manbuta och familjen nattflyn. Inga underarter finns listade i Catalogue of Life.